# 落としの鬼 刑事 澤千夏
『落としの鬼 刑事 澤千夏』（おとしのおに けいじ さわちなつ）は、2012年と2013年にテレビ東京・BSジャパン共同制作「水曜ミステリー9」で放送された刑事ドラマシリーズ。全2回。主演は泉ピン子。

## 登場人物

### 警察関係者
澤千夏
演 - 泉ピン子
杉並南警察署交通課。階級は巡査部長。かつて「落としの鬼」と呼ばれた名刑事。あと5年で定年を迎える。
角田吾朗
演 - 乃木涼介
杉並南警察署交通課。階級は巡査。
福原マミ
演 - 赤井沙希
杉並南警察署交通課。階級は巡査。
大地六輔
演 - 田山涼成
警視庁捜査一課係長。階級は警部。千夏から「大ちゃん」と呼ばれている。

### その他
澤義三
演 - 北村総一朗
千夏の父。町工場を１人で切り盛りしている
妻とは死別

### ゲスト
第1作「半落ちの女」（2012年）
- 加藤雪乃（クラブ経営者） - 東風万智子
- 山之内健吾（雪乃の元婚約者・会社員） - 合田雅吏
- 芦川竜介（雪乃の弟） - 若葉竜也（少年期：末岡拓人）
- 辻井健太郎（所轄刑事） - 丸山敦史
- 山野誠（杉並南警察署交通課） - 大木イチロー
- 根岸隼夫（警視庁警視・2人目の被害者） - 剛たつひと
- 大林晃（作家・1人目の被害者） - 若松俊秀
- 芦川光世（雪乃の母・森山の元妻） - 久保田民絵
- 森山達二（雪乃の父・美術教師・10年前獄中自殺） - 御友公喜
- 大牟田康志（弁護士） - 山口嘉三
- 奥多摩の住民 - 小野敦子
- 加藤渉（雪乃の元夫・居酒屋店員） - 米村亮太朗
- 「みうらの郷」の看護師 - 市川奈央子
- ホステス - 森村玲
- 警察官 - 吉見幸洋
- 駐車違反者 - 後藤圭吾
- 奥多摩の住民 - 古川真司
- 河田安治（所轄刑事） - 嶋大輔
- 迫水尚之（警視正） - 北見敏之

第2作「黄金レシピの女」（2013年）
- 本郷菜穂子（高級レストラン「メゾン・ホンゴウ」現シェフ・丈太郎の後妻） - とよた真帆
- 永井美咲（高級レストラン「メゾン・ホンゴウ」従業員・本名「神林千晶」） - 佐藤めぐみ（幼少期：三本采香）
- 中山隆三（世田谷中央警察署 警部補） - 松澤一之
- 篠山玲二（高級レストラン「メゾン・ホンゴウ」元シェフ） - デビット伊東
- 本郷丈太郎（高級レストラン「メゾン・ホンゴウ」オーナー） - 浜田晃
- 本郷武史（高級レストラン「メゾン・ホンゴウ」専務・丈太郎の息子） - 斉藤陽一郎
- 安原麻紀（世田谷中央警察署 巡査） - 黒坂真美
- 那須一茂（世田谷中央警察署 巡査） - 田島優成
- 沢村恭介（顧問弁護士） - 福本伸一
- 川中ユカ（丈太郎の愛人） - 吉井怜
- ガソリンスタンド従業員 - 斎藤清六
- 神林龍平（ビストロKANBAYASHI オーナーシェフ・16年前焼死） - 小嶋尚樹
- おばちゃん - 阪上和子
- 田島（16年前のフランス料理店の火事の担当刑事） - 江森正明
- 不動産屋 - 小田竜世
- 小料理店店主 - 要田禎子
- 田中（田中酒店・千晶の幼馴染） - 小林真弥（幼少期：中村一輝）
- リポーター - 魚住咲恵
- 清浦夏実、傳田敦司

## スタッフ
- 脚本 - 洞澤美恵子
- 監督 - 合月勇、吉川一義
- 警察監修 - 北芝健
- 選曲 - 山川繁
- VFX - 小田一生
- 技斗 - 深作覚
- 技術協力 - WING-T
- 美術協力 - フジアール
- 編集・MA - ビデオフォーカス
- プロデュース - 浅野太、志村彰、関川友理
- 製作 - テレビ東京、BSジャパン、The icon

## 放送日程
| 話数 | 放送日         | サブタイトル                                                                                | 脚本       | 監督     |
| ---- | -------------- | ------------------------------------------------------------------------------------------- | ---------- | -------- |
| 1    | 2012年02月01日 | 〜半落ちの女〜 “遺体に謎の石”連続殺人！取調べの鬼が挑む告白と沈黙の深い闇永遠の愛に捧げた命 | 洞澤美恵子 | 合月勇   |
| 2    | 2013年12月11日 | 〜黄金レシピの女〜 伝説の取調官が“完落ち”に挑む！放火殺人の凄腕シェフ!? 16年燃え続けた激情  | 洞澤美恵子 | 吉川一義 |